# Polarisatiestrategie

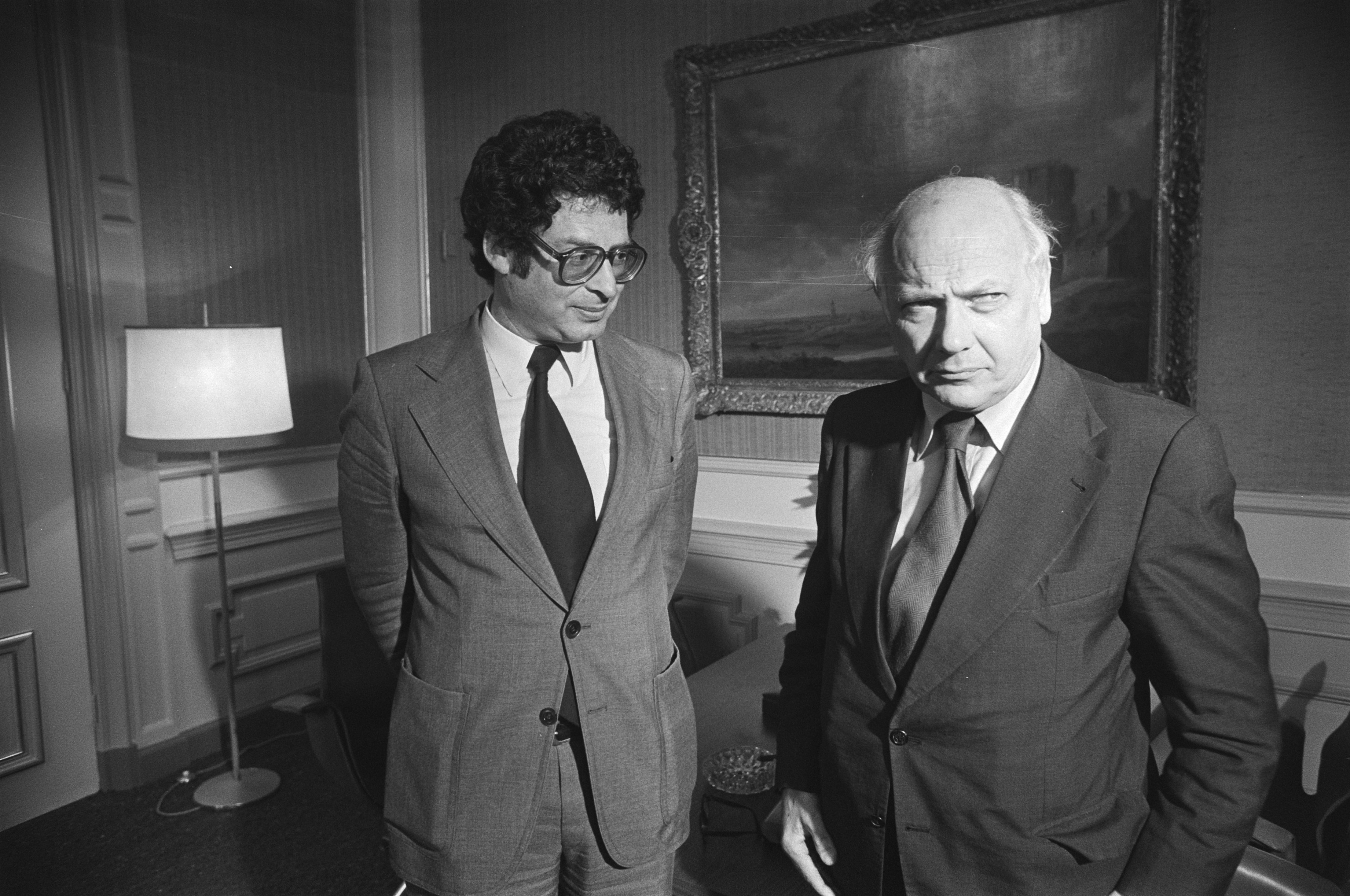
Ed van Thijn als onderhandelaar met PvdA-partijleider en informateur Joop den Uyl kabinetsformatie van 1977.

De polarisatiestrategie was een politieke strategie in Nederland van de Partij van de Arbeid (PvdA) van 1966 tot de jaren 1980. Met deze strategie probeerde de partij de verschillen met de confessionele partijen te benadrukken, in het bijzonder de Katholieke Volkspartij (KVP) en de latere fusiepartij Christen-Democratisch Appèl (CDA). Door deze verschillen te benadrukken probeerde de partij een tweedeling in de Nederlandse politiek te creëren op basis van conservatief versus progressief. Geestelijk vader van de strategie was Ed van Thijn.

## Kenmerken
Volgens politicoloog Philip van Praag had de polarisatiestrategie drie kenmerken:
1. Splitsen van het Nederlands electoraat in progressief versus conservatief
2. Een zelfstandige progressieve meerderheid
3. coalitievorming voorafgaand aan de verkiezingen om duidelijkheid te creëren voor de kabinetsformatie

## Verloop
De polarisatiestrategie was een vernieuwing van de doorbraakgedachte die de PvdA sinds de Tweede Wereldoorlog hanteerde, waarbij de politieke verzuiling doorbroken moest worden. De wens naar polarisatie werd versterkt door de opkomst van Nieuw Links binnen de PvdA en Democraten '66. De Nacht van Schmelzer in 1966 en de daar opvolgende val van het kabinet-Cals worden gezien als het beginpunt van de polarisatiestrategie. Vanaf dat moment wilde de PvdA zich afzetten van de KVP, die zij als onbetrouwbaar zien omdat zij hun centrumpositie gebruiken om afwisselend met links en rechts te regeren.
In de aanloop naar de Tweede Kamerverkiezingen 1972 ging de PvdA een progressieve samenwerking aan met D'66 en Politieke Partij Radikalen (PPR) met het verkiezingsprogramma Keerpunt 1972. Tijdens de kabinetsformatie van 1972-'73 wisten de progressieve partijen de confessionele partijen uit elkaar te spelen om een progressief minderheidskabinet te formeren, met gedoogsteun van de confessionele Anti-Revolutionaire Partij (ARP) en KVP. Dit werd gezien als een succes van de polarisatiestrategie.
Tijdens de kabinetsformatie van 1977 hanteerde de PvdA wederom de strategie in de onderhandelingen met het CDA. Na bijna een half jaar mislukken de onderhandelingen en vormt het CDA een kabinet met de Volkspartij voor Vrijheid en Democratie (VVD). Van Praag markeerde deze formatie als de definitieve mislukking van de polarisatiestrategie.
In 1984 concludeerde PvdA-partijleider Joop den Uyl dat "de polarisatiestrategie tot op grote hoogte gefaald [heeft]", hoewel de partij die toen nog wel hanteerde.